# Bullenbaai
Bullenbaai är en vik i Curaçao. Den ligger i den västra delen av landet, 14 km nordväst om huvudstaden Willemstad.